# Wilhelm Klingenberg
Wilhelm Paul Albert Klingenberg (Rostock, 28 de janeiro de 1924 — Röttgen (Bonn), 14 de outubro de 2010) foi um matemático alemão. Trabalhou com Geometria diferencial e em especial com geodésicas fechadas.

## Publicações
- Klingenberg, Wilhelm (1978), A course in differential geometry, ISBN 978-0-387-90255-5, Berlin, New York: Springer-Verlag,
- Klingenberg, Wilhelm (1978), Lectures on closed geodesics, ISBN 978-3-540-08393-1, Grundlehren der Mathematischen Wissenschaften, 230, Berlin, New York: Springer-Verlag, [1]
- Klingenberg, Wilhelm (1982), Riemannian geometry, ISBN 978-3-11-008673-7, de Gruyter Studies in Mathematics, 1, Berlin: Walter de Gruyter & Co., [2]
- Klingenberg, Wilhelm P. A. (1991), Selected papers, ISBN 978-981-02-0764-9, Series in Pure Mathematics, 14, River Edge, NJ: World Scientific Publishing Co. Inc.,